# Massacre Sook Ching
O massacre Sook Ching foi o extermínio de elementos supostamente hostis entre a população étnica chinesa de Singapura pelos militares japoneses durante a ocupação da ilha, depois que as tropas coloniais britânicas se renderam na Batalha de Singapura, em 15 de fevereiro de 1942, na Segunda Guerra Mundial. O Sook Ching foi posteriormente estendido para incluir malaios. O massacre transcorreu entre 18 de fevereiro e 4 de março de 1942, em várias localidades.
A expressão Sook Ching vem do chinês e significa "purificação através da limpeza". Na época, os japoneses descreveram o massacre como Kakyōshukusei, ou "limpeza dos chineses" ou, eufemisticamente, como Shingapōru Daikenshō, significando literalmente, "grande inspeção de Singapura".
Embora as primeiras alusões à expressão "Sook Ching" tenham aparecido por volta de 1946, ela não foi usada comumente na imprensa chinesa até a década de 1980. Também não está claro quem usou a expressão pela primeira vez, se os chineses ou japoneses, já que ela é escrita com os mesmos ideogramas em ambas as línguas.
A expressão japonesa atual para o massacre é Shingapōru Kakyōgyakusatsujiken, ou seja, "(o) massacre dos chineses de Singapura".